# زكاري تايلور
زاكاري تايلور (بالإنجليزية: Zachary Taylor) (24 نوفمبر 1784 - 9 يوليو 1850) هو الرئيس الثاني عشر للولايات المتحدة، وتولى المنصب من مارس 1849 حتى وفاته في يوليو 1850. وكان تايلور قبل توليه الرئاسة ضابطا في جيش الولايات المتحدة، وترقى إلى رتبة لواء. اعتبر تايلور بطلا قوميا وذلك لانتصاراته العديدة في الحرب الأمريكية المكسيكية وهو ما أكسبه الانتخابات إلى البيت الأبيض رغم أن معتقداته السياسية كانت غامضة. كانت أولويته القصوى كرئيس هي الحفاظ على الاتحاد، لكنه توفي بعد ستة عشر شهرا في ولايته، قبل تحقيق أي تقدم بشأن مسألة العبودية، والتي أججت التوترات في الكونغرس.
ولد تايلور لعائلة مرموقة من المزارعين والتي هاجرت غربا من فرجينيا إلى كنتاكي في شبابه. تم تكليفه كضابط في الجيش الأمريكي عام 1808 وأثبت نفسه في حرب 1812 عندما كان برتبة نقيب. ترقى في الرتب وأقام الحصون العسكرية على طول نهر المسيسبي ودخل حرب بلاك هوك برتبة عقيد في عام 1832. وجذب الاهتمام الوطني بنجاحه في حرب السيمينول الثانية وأكسبه هذا لقب "Old Rough and Ready" أو القوي والجاهز. في عام 1845، عندما كانت عملية ضم تكساس لا تزال جارية، أرسله الرئيس جيمس بوك إلى منطقة ريو غراندي تحسبا لمعركة محتملة مع المكسيك على الحدود المتنازع عليها بين تكساس والمكسيك. اندلعت الحرب المكسيكية الأمريكية في أبريل 1846. وفي مايو، وهزم تايلور القوات المكسيكية بقيادة اللواء ماريانو أريستا في معارك بالو ألتو وريساكا دي لا بالما، وتمكن من طرد قواته من تكساس. قاد تايلور في وقت لاحق قواته إلى داخل المكسيك، حيث هزم القوات المكسيكية مجددا بقيادة بيدرو دي أمبوديا في معركة مونتيري في شهر سبتمبر. تحدى تايلور الأوامر بأن اتجه بقواته جنوبا، ورغم أن الجيوش المكسيكية كانت تفوقه عددا، إلا أنه وجه ضربة ساحقة للقوات المكسيكية بقيادة أنطونيو لوبيز دي سانتا أنا في فبراير 1847 في معركة بوينا فيستا. بعد ذلك، تم نقل معظم قوات تايلور لتكون تحت قيادة اللواء وينفيلد سكوت، ولكن شعبية تايلور ظلت كبيرة.
أقنع حزب اليمين تايلور المتردد ليكون تذكرتهم الانتخابية، رغم أن برنامجه لم يكن واضحا ولم يكن هو نفسه مهتما بالسياسة. وفاز في الانتخابات إلى جانب السياسي من نيويورك ميلارد فيلمور، وهزم المرشحين الديمقراطيين لويس كاس ووليم أورلاندو بتلر، فضلا عن مرشحي الطرف الثالث وهما الرئيس السابق مارتن فان بيورين ونائبه تشارلز فرانسيس آدمز عن حزب الأرض الحرة. وبهذا أصبح تايلور أول رئيس يتولى المنصب دون أن يشغل أي منصب سياسي قبلها.
أبقى الرئيس تايلور مسافة بينه وبين الكونغرس ومجلس وزرائه، حتى عندما هددت التوترات الحزبية بتقسيم الاتحاد. كما زاد النقاش حول وضع الرقيق في الأراضي الكبيرة التي اكتسبت حديثا في الحرب وأدى هذا إلى تهديد الجنوبيين بالانفصال. لم يسع تايلور لتوسيع العبودية رغم كونه جنوبيا ومالك عبيد بنفسه، واهتم أكثر بالانسجام بين الأقاليم. ولتجنب هذه المسألة، حث المستوطنين في نيو مكسيكو وكاليفورنيا على تجاوز مرحلة الإدارة الإقليمية والتقدم للحكومة الفدرالية لإدخالهم كولايات، الأمر الذي مهد الطريق أمام تسوية عام 1850. توفي تايلور فجأة من مرض في المعدة في 9 يوليو 1850، ولم تقم إدارته بأكثر من التصديق على معاهدة كلايتون بولوير، وتولى ميلارد فيلمور مهام الرئيس، لذلك لم يكن له تأثير كبير على الانقسام الطائفي الذي أدى إلى الحرب الأهلية بعد عقد من الزمن. وقد صنف المؤرخون والعلماء تايلور في الربع الأدنى بين رؤساء الولايات المتحدة، ويرجع ذلك جزئياً إلى فترة رئاسته القصيرة (16 شهراً)، وقد وصف بأنه «رئيس منسي أكثر منه فاشل».

## الرئاسة (1849–1850)

### الأزمة الإقطاعية
عندما تولى تايلور منصبه، واجه الكونغرس مجموعة من الأسئلة المتعلقة بالتنازل المكسيكي، المكتسب من قبل الولايات المتحدة بعد الحرب المكسيكية والمقسّم إلى مناطق عسكرية. لم يكن من الواضح أي المناطق ستُنشأ فيها ولايات وأي منها ستصبح أقاليم اتحادية، في الوقت الذي هددت فيه قضية استبعادها بتقسيم شديدٍ للكونغرس. بالإضافة إلى ذلك، غضب الكثيرون في الجنوب من المساعدات التي قدمها الشماليون للعبيد الهاربين. في حين اعتقد تايلور، أحد مالكي العبيد الجنوبيين، أن العبودية كانت غير قابلة للتطبيق اقتصاديًا في «التنازل المكسيكي»، وبالتالي عارض العبودية في تلك المناطق بكونها مصدر جدل لا داعي له. كان هدفه الرئيسي هو السلام القطاعي، والحفاظ على الاتحاد من خلال التسوية التشريعية. مع تنامي خطر الانفصال الجنوبي، ازداد وقوفه إلى جانب معارضي الشمال المعاصرين، مثل السناتور ويليام إتش. سيوارد من نيويورك، حتى أنه اقترح توقيع ويلموت بروفيسو لحظر العبودية في الأراضي الاتحادية في حال وصول مشروع القانون هذا إلى مكتبه.
من وجهة نظر تايلور، فإن أفضل طريقة للمضي قدماً هي قبول كاليفورنيا ولايةً بدلاً من إقليم اتحادي، إذ إنها ستترك قضية العبودية خارج أيدي الكونغرس. كان توقيت إقامة الولاية لصالح تايلور، لأن الغولد راش كانت تسير بشكل جيد وقت تولّيه، وكان سكان كاليفورنيا غاضبين. أرسلت الإدارة النائب توماس بتلر كينغ إلى كاليفورنيا، ليتفقد الوضع ويُدافع نيابة عن الولاية، متأكدًا أن سكان كاليفورنيا حتمًا سيتبنون دستورًا لمكافحة العبودية. وجد كينغ أن هناك اتفاقية دستورية جارية بالفعل، وبحلول أكتوبر 1849، وافق المؤتمر بالإجماع على الانضمام إلى الاتحاد وحظر العبودية داخل حدوده.
كانت قضية الحدود بين نيو مكسيكو وتكساس غير مستقرة وقت تولّي تايلور. كانت الأراضي التي فازت بها المكسيك حديثًا خاضعة للسلطة القضائية الفدرالية، لكن سكان تكساس طالبوا بمساحة شاسعة من شمال سانتا ڤي، وكانوا عازمين على تضمينها داخل حدودهم، رغم عدم وجودهم بشكل كبير هناك. وقف تايلور إلى جانب مطلب سكان نيو مكسيكو، اندفع بدايةً للاحتفاظ بها كإقليم اتحادي، ولكنه أيّد في نهاية المطاف قيام الولاية من أجل تقليل جدال العبودية في الكونغرس. حاولت حكومة تكساس، تحت حاكم عهد حديث بّي. هانسبوروف بيل تكثيف العمل العسكري دفاعًا عن المنطقة ضد الحكومة الفدرالية، لكنها لم تنجح.
أقامت حركة لاتر داي ساينت، مستوطنو ما يُعرف بيوتا اليوم، ولاية ديزيريت المؤقتة، وهي منطقة واسعة من الأراضي لم يكن لديها أمل كبير في الاعتراف بها من قبل الكونغرس. فكّرت إدارة تايلور في الجمع بين إقليمي كاليفورنيا ويوتا، ولكنها اختارت بدلاً من ذلك تنظيم إقليم يوتا. لتخفيف مخاوف السكان المورمون بشأن الحرية الدينية، وعد تايلور أنهم سيمتعون باستقلالية نسبية عن الكونغرس رغم كونهم إقليمًا فدراليًا.
أرسل تايلور تقريره الوحيد عن حالة الاتحاد إلى الكونغرس في ديسمبر عام 1849. واسترجع الأحداث الدولية واقترح العديد من التعديلات على سياسة التعرفة الجمركية والتنظيم التنفيذي، لكن هذه القضايا طغت عليها الأزمة القطّاعية التي واجهت الكونغرس. قدم تقريراً عن طلبات كاليفورنيا ونيو مكسيكو من أجل إقامة الولاية، وأوصى بأن يوافق الكونغرس عليها كما هي مكتوبة وبأنه «ينبغي أن يمتنع عن تقديم تلك الموضوعات المثيرة ذات الطابع الإقطاعي». كان تقرير السياسة مملًا وغير عاطفي، لكنه انتهى بإدانة شديدة للانفصاليين. لم يكن له أي تأثير على المشرعين الجنوبيين، الذين رأوا أن قبول ولايتين حرتين يشكل تهديدًا وجوديًا، وبقي الكونغرس مماطلًا بذلك.

## معرض صور

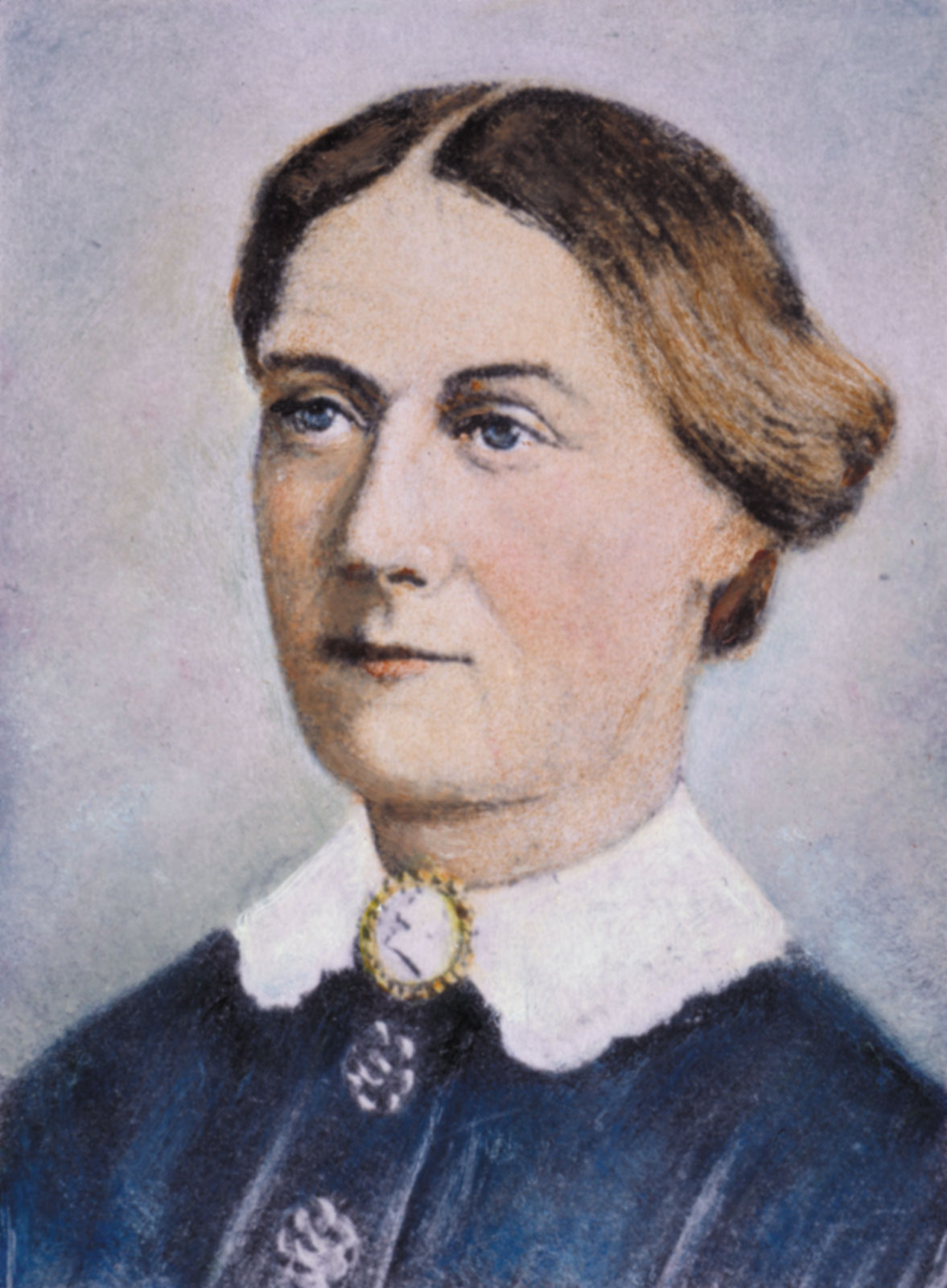
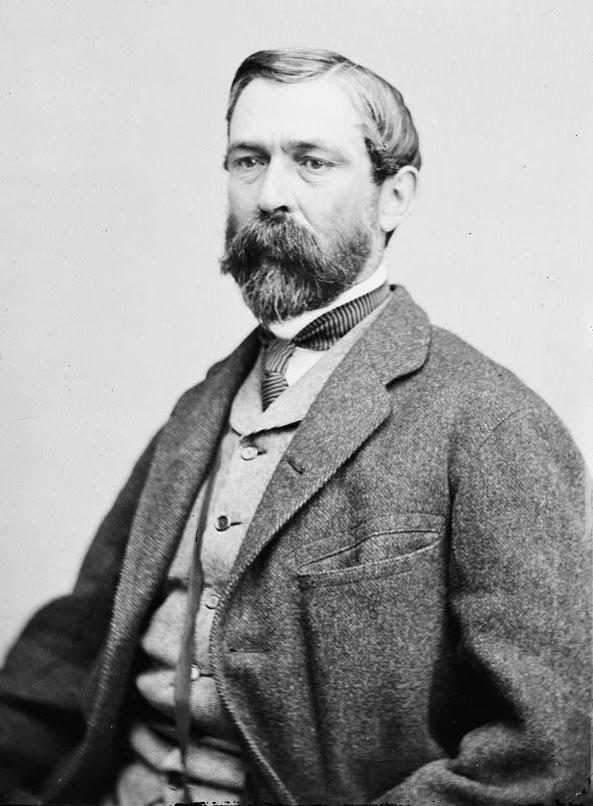
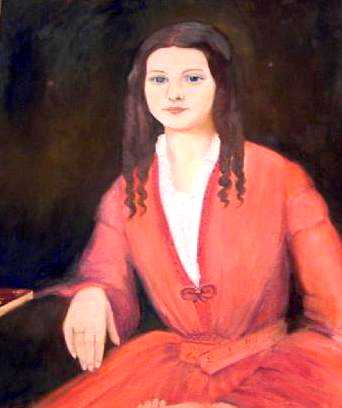

## وصلات خارجية
- زكاري تايلور على موقع IMDb (الإنجليزية)
- زكاري تايلور على موقع الموسوعة البريطانية (الإنجليزية)
- زكاري تايلور على موقع إن إن دي بي (الإنجليزية)
- 1849 State of the Union Message
- Executive Order forbidding unlawful invasion of Cuba
- Zachary Taylor: A Resource Guide from the Library of Congress
- White House Biography
- مؤلفات زكاري تايلور في مشروع غوتنبرغ
- أعمال أو نبذة عن زكاري تايلور على أرشيف الإنترنت
- Zachary Taylor State of the Union Address نسخة محفوظة 14 نوفمبر 2004 على موقع واي باك مشين.